# Anser (släkte)
Anser är ett släkte som omfattar alla "grå gäss" och oftast även de nordamerikanska "vita gässen". Släkte tillhör underfamiljen Anserinae som omfattar de egentliga gässen och svanarna. Släktet har en holarktisk utbredning och återfinns som häckfåglar från subarktisk miljö i norr till tempererade områden i söder. Merparten flyttar söderut om vintern främst till områden med januaritemperaturer som fluktuerar mellan 0 och 5 °C.
Släktet omfattar tio idag förekommande arter som spänner över hela omfånget vad gäller form och storlek på de egentliga gässen. Störst är grågåsen med en vikt på 2,5–4,1 kg, och minst är dvärgsnögås (Anser rossii) med en vikt på 1,2–1,6 kg. Alla arterna har ben som är rosa- eller orangefärgade och har näbbar som är rosa, orange eller svarta. Alla har vit över- och undergump, och flertalet här även vita fjäderpartier på hvudet. Nacke, kropp och vingar är antingen grå eller vita med svarta eller mörka handpennor och ofta även armpennor. De närbesläktade "svarta gässen" i släktet Branta skiljer sig genom sina svarta ben och ofta mörkare kroppsfjädrar.

## Taxonomi och evolution

### Arter
I taxonomisk ordning enligt AviList:
- Stripgås (Anser indicus)
- Kejsargås (Anser canagicus)
- Dvärgsnögås (Anser rossii)
- Snögås (Anser caerulescens)
- Grågås (Anser anser)
- Svangås (Anser cygnoides) – syn. cygnoid
- Fjällgås (Anser erythropus)
- Bläsgås (Anser albifrons)
- Tundragås (Anser serrirostris)
- Spetsbergsgås (Anser brachyrhynchus)
- Skogsgås (Anser fabalis)

Tidigare placerades de nordamerikanska gässen dvärgsnögås, kejsargås och snögås i släktet Chen, men genetiska studier från 2016 visar också att arterna i Chen är inbäddade i Anser.